# Бутко Володимир Іванович
Володимир Іванович Бутко (нар. 25 травня 1958, село Петропавлівка Амвросіївського району Донецької області) — український діяч, підприємець, 1-й секретар Донецького обласного комітету ЛКСМУ, 2-й секретар ЦК ЛКСМУ в 1990—1991 роках. Член ЦК КПУ в грудні 1990 — серпні 1991 р.

## Біографія
У 1980 році закінчив енергетичний факультет  Донецького політехнічного інституту за спеціальністю інженер-електрик.
У 1980—1983 роках — майстер, заступник секретаря комітету комсомолу виробничого об'єднання «Новокраматорський машинобудівний завод» Донецької області.
Член КПРС з 1982 року.
У 1983 — вересні 1986 року — 1-й секретар  Краматорського міського комітету ЛКСМУ Донецької області.
У вересні — грудні 1986 — 2-й секретар Донецького обласного комітету ЛКСМУ.
У грудні 1986 — червні 1990 — 1-й секретар Донецького обласного комітету ЛКСМУ.
У червні 1990 — вересні 1991 — 2-й секретар ЦК ЛКСМУ.
З 1991 року займався бізнесом. З 1995 року — один із засновників банку «Еталон».
З 2002 року — президент  автомобільної корпорації «Еталон». Голова наглядової ради Закритого акціонерного товариства (ЗАТ) «Чернігівський автозавод». Співвласник ЗАТ «ЧАЗ» (40% акцій) та ЗАТ «Бориспільський автомобільний завод» (60% акцій).
Одружений, має сина.

## Нагороди та відзнаки
- Заслужений машинобудівник України (2012)